# Aphis typhae
Aphis typhae är en insektsart. Aphis typhae ingår i släktet Aphis och familjen långrörsbladlöss. Inga underarter finns listade i Catalogue of Life.